# Bataille de Feldkirch
Deuxième Coalition
Batailles
Guerre de la Deuxième Coalition
- St George's Caye (navale) (09-1798)
- Nicopolis (10-1798)
- Corfou (11-1798)
- Copenhague (navale) (04-1801)
- Algésiras (navale) (06-1801)

Campagne de Hollande
- Callantsoog (08-1799)
- Vlieter (08-1799)
- Zyp (09-1799)
- Bergen (09-1799)
- Alkmaar (10-1799)
- Castricum (10-1799)

Campagne de Suisse
- Ostrach (03-1799)
- Feldkirch (03-1799)
- 1re Stockach (03-1799)
- Frauenfeld (05-1799) (en)
- Winterthour (05-1799)
- 1re Zurich (06-1799)
- Schwytz (08-1799)
- Amsteg (08-1799) (en)
- Saint-Gothard (09-1799)
- 2e Zurich (09-1799)
- Linth (09-1799) (en)
- Muten (10-1799) (ru)
- Engen (05-1800)
- 2e Stockach (05-1800)
- Moesskirch (05-1800)
- Biberach (05-1800)
- Erbach (05-1800)
- Höchstädt (06-1800)
- Ampfing (12-1800)
- Hohenlinden (12-1800)

Campagne d'Égypte
- Malte 1 (06-1798)
- Malte 2 (06-1798)
- Alexandrie (07-1798)
- Chebreiss (07-1798)
- Pyramides (07-1798)
- 1re Aboukir (08-1798)
- Salheyeh (08-1798)
- Malte 3 (09-1798)
- Sédiman (10-1798)
- Caire (10-1798)
- Samanouth (01-1799)
- El Arish (02-1799)
- Syène (02-1799)
- Jaffa (03-1799)
- Saint-Jean-d'Acre (03-1799)
- Mont-Thabor (04-1799)
- 2e Aboukir (07-1799)
- Damiette (11-1799)
- Héliopolis (03-1800)
- 3e Aboukir (03-1801)
- Mandora (03-1801)
- Canope (03-1801)
- Fort Jullien (04-1801)
- Le Caire (06-1801) (en)
- Alexandrie (08-1801)

2e Campagne d'Italie
- Vérone (03-1799)
- Magnano (04-1799)
- Cassano (04-1799)
- Mantoue (04-1799)
- Bassignana (05-1799)
- 1re Marengo (05-1799) (en)
- Modène (06-1799) (en)
- Trebbia (06-1799)
- 2e Marengo (06-1799) (en)
- Novi 1 (08-1799)
- Rome (09-1799)
- Mannheim (09-1799) (en)
- Novi 2 (10-1799) (en)
- Genola (11-1799)
- Gênes (04-1800)
- Sassello (04-1800) (en)
- Fort Bard (05-1800)
- Verceil (05-1800)
- Turbigo (05-1800)
- Montebello (06-1800)
- 3e Marengo (06-1800)
- Pozzolo (12-1800)

La bataille de Feldkirch se déroule le 23 mars 1799 à Feldkirch, dans le Vorarlberg, dans le cadre de la guerre de la deuxième coalition. Elle oppose les forces françaises du général André Masséna à un contingent autrichien sous les ordres du général Franjo Jelačić. L'affrontement se solde par une victoire autrichienne.
En janvier 1798, une armée française envahit la Suisse et contraint le gouvernement de ce pays à signer un traité d'alliance avec la France, ce qui entraîne des révoltes au sein de la population. Avec l'ouverture des hostilités contre l'Autriche au début de l'année 1799, le général Masséna, nouveau commandant en chef de l'armée d'Helvétie, décide de prendre l'offensive. Il bat ses adversaires à Maienfeld, Chur et Feldkirch les 6 et 7 mars. Ayant reçu l'ordre de son supérieur, le général Jean-Baptiste Jourdan, de s'emparer de Feldkirch, Masséna attaque alors la ville avec les troupes du général Nicolas Charles Oudinot. Solidement retranchés, les Autrichiens repoussent toutefois les attaques françaises qui se succèdent jusqu'à la tombée de la nuit. 
Tenu en échec, Masséna doit battre en retraite après les défaites de Jourdan à Ostrach et Stockach, en Allemagne du Sud.

## Contexte

### Occupation de la Suisse par les Français
En 1798, le Directoire ordonne l'invasion de la Suisse sous le prétexte que la Confédération maltraite la population du canton de Vaud, mais plus probablement en réalité pour s'emparer du trésor de Berne. Désigné à la tête de l'armée d'Helvétie, le général Guillaume Brune se met en marche depuis le sud avec une division de l'armée d'Italie le 1er janvier 1798 tandis que les 15 000 hommes de la division du général Alexis Balthazar Henri Schauenburg, détachée de l'armée du Rhin, se dirigent sur Berne depuis le nord. De fausses négociations sont menées simultanément afin de tromper la vigilance des Suisses. Le 5 février 1798, Brune prend officiellement le commandement des deux divisions de l'armée d'Helvétie, celle de Schauenburg et son ancienne division à présent commandée par Philippe Romain Ménard, alors que les deux unités n'ont pas encore effectué leur jonction. Continuant de progresser sur Berne, les troupes françaises entrent dans la ville le 5 mars non sans avoir ferraillé à plusieurs reprises contre l'armée suisse. 

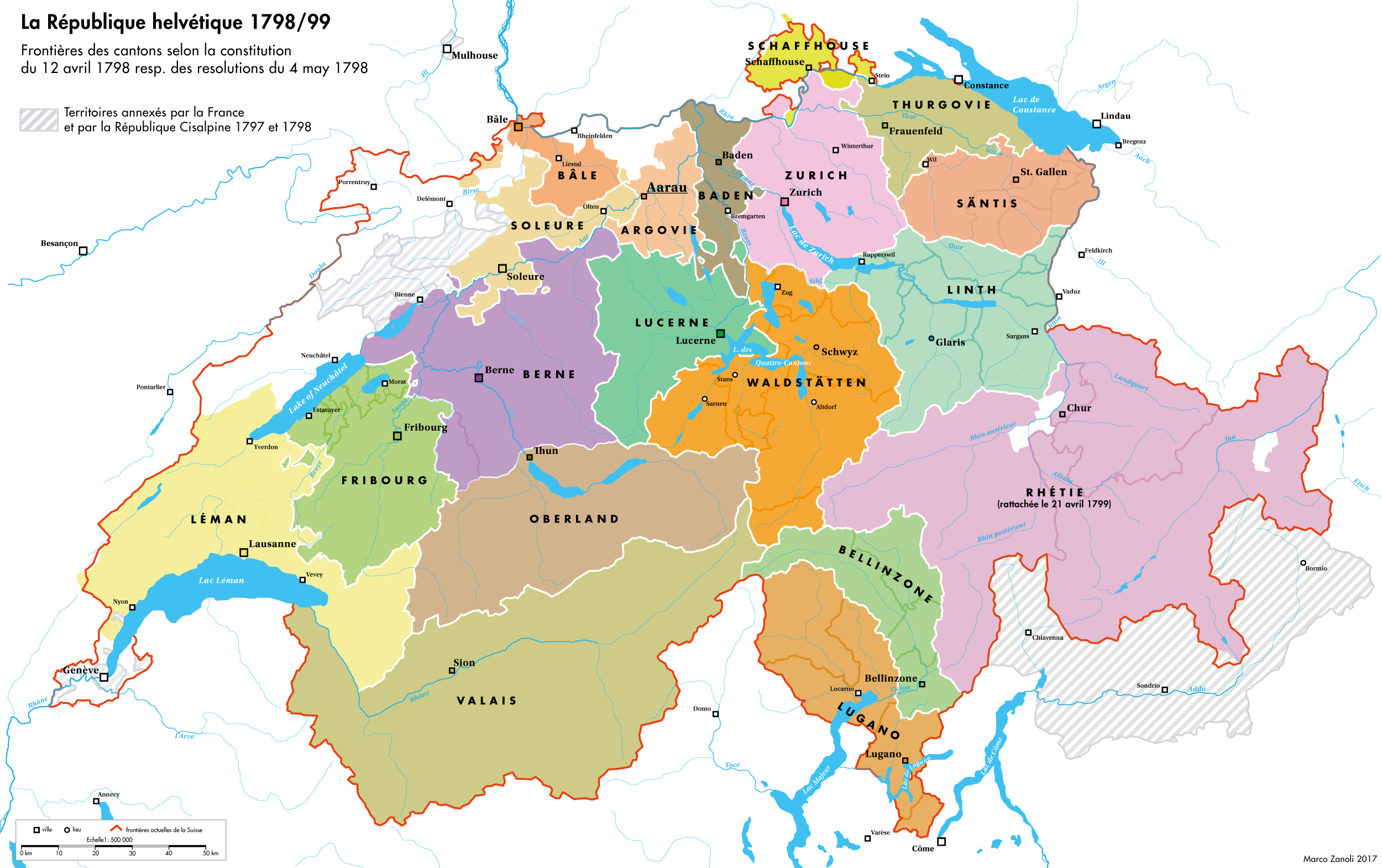
Le territoire de la République helvétique en avril 1798.

Le 8 mars, Brune est rappelé pour prendre le commandement de l'armée d'Italie. Il quitte son poste le 29 mars et est remplacé par Schauenburg. À la même époque, les Français s'emparent de stocks d'or et d'argent d'une valeur de 10 millions de francs, dont 3 servent à financer la campagne d'Égypte de Napoléon Bonaparte. En outre, 293 canons, 38 obusiers et 32 mortiers sont transportés à Huningue et Carouge. En dépit de l'alliance qui unit les deux pays depuis le 19 août 1798, de nombreux Suisses n'acceptent pas la présence des troupes françaises qui doivent, à plusieurs reprises, réprimer des révoltes dans divers cantons tels que le Valais. À la demande de Schauenburg, le général Nicolas Charles Oudinot est transféré à l'armée d'Helvétie. Schauenburg, excellent organisateur, n'est toutefois pas un général de la trempe d'André Masséna, son successeur à partir du 11 décembre. L'armée d'Helvétie compte, à cette date, 24 000 vétérans dont 1 600 cavaliers. 
Avec l'invasion de la Suisse, le Directoire a involontairement créé un nouveau front susceptible d'être mis à profit par les Coalisés pour envahir à leur tour le territoire français. Si les frontières de la République avec l'Allemagne et la Belgique sont défendues par un puissant réseau de forteresses, la frontière suisse dans le massif du Jura n'est gardée que par quelques places-fortes comme le fort de Joux ou la localité de Salins-les-Bains qui protègent l'accès à la Franche-Comté. L'un des membres du Directoire, Lazare Carnot, constate avec regret que si la neutralité de la Suisse a jusqu'ici permis à la France de concentrer ses efforts sur d'autres théâtres de la guerre, la belligérance helvétique contraint désormais les Français à déployer 40 000 soldats pour surveiller la frontière suisse voire occuper le pays.

### Déclenchement des hostilités

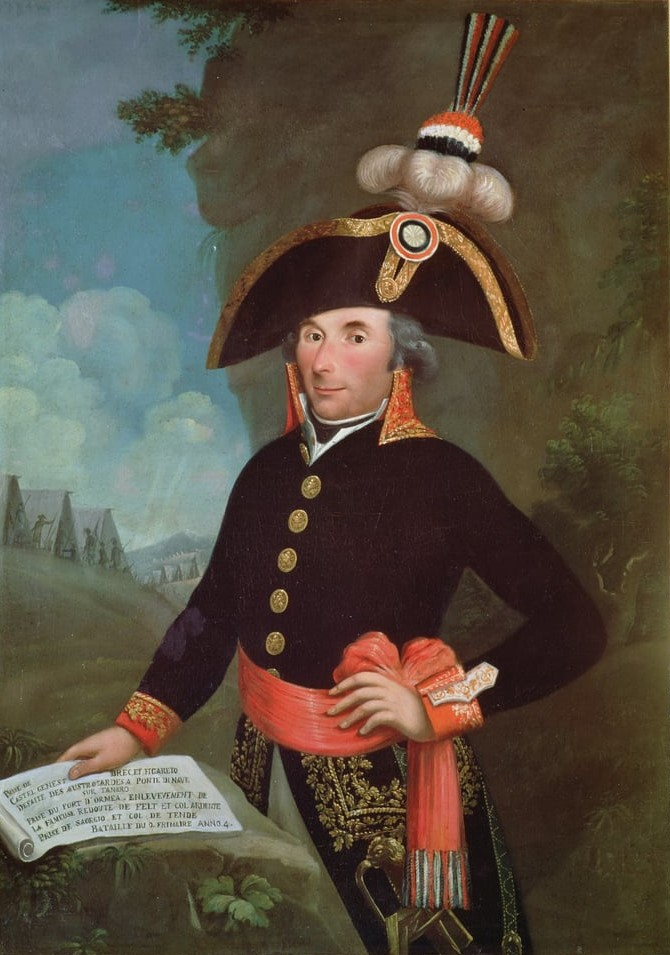
Le général André Masséna, commandant l'armée française d'Helvétie.

Les offensives françaises contre la Suisse, l'Empire ottoman, la Hollande, Malte, le royaume de Piémont et les États pontificaux entraînent la formation de la Deuxième Coalition, comprenant la Grande-Bretagne, l'Autriche, la Russie, le royaume de Naples, le Portugal et l'Empire ottoman. En novembre 1798, le roi de Naples Ferdinand IV chasse brièvement les Français de Rome, mais une armée française commandée par le général Jean-Étienne Championnet met en déroute les forces napolitaines et entre à son tour dans Naples le 23 janvier 1799, contraignant Ferdinand à s'enfuir en Sicile.
Il apparaît alors clairement au Directoire que la reprise de la guerre est imminente et ce dernier procède à la levée de 200 000 conscrits. En dehors des forces de Bonaparte occupées en Égypte, les troupes françaises sont divisées en cinq armées, toutes très mal équipées : 30 000 hommes avec Masséna en Suisse, environ 20 000 sous Brune en Hollande, 37 000 en Alsace sous le commandement du général Jean-Baptiste Jourdan, 58 000 en Italie du Nord dirigés par le général Barthélemy Louis Joseph Schérer et enfin 30 000 au centre et au sud de l'Italie sous les ordres du général Étienne Macdonald, le successeur de Championnet. À ces effectifs s'ajoute le corps de réserve du général Jean-Baptiste Bernadotte, situé à proximité des forteresses de Mannheim et de Philippsbourg. 
Le Directoire ordonne à Masséna de s'emparer du Vorarlberg et du pays des Grisons puis de marcher sur le Tyrol. Dans le même temps, Jourdan doit franchir le Rhin et traverser la Forêt-Noire afin de lier son aile droite à la gauche de Masséna. Quant à Schérer, il est chargé de faire sa jonction avec la droite de Masséna tout en résistant à la poussée des troupes autrichiennes dans le secteur de Vérone. De leur côté, les Autrichiens disposent des 75 000 hommes du général Pál Kray en Italie du Nord, des 18 000 hommes du comte Heinrich Johann de Bellegarde dans le Tyrol, des 26 000 soldats du général Friedrich von Hotze dans le Vorarlberg et les Grisons et enfin des 80 000 hommes de l'archiduc Charles sur le Lech, en Allemagne du Sud.

## Entrée en campagne: les deux batailles de Feldkirch

### Chur et Feldkirch (6-7 mars)
En février 1799, le flanc droit de l'armée de Masséna est occupé par la division du général Claude Jacques Lecourbe, dont l'extrême-droite du dispositif est à Bellinzone. La division du centre, sous les ordres du général Philippe Romain Ménard, est postée au sud du lac de Constance, non loin de Glaris et Schwytz. Enfin, le flanc gauche, constitué de la division du général Charles Antoine Dominique Xaintrailles à laquelle appartient la brigade Oudinot, défend la ligne du Rhin depuis le lac de Constance jusqu'à Bâle. Dans le camp autrichien, le général Hotze dispose de 20 000 hommes à Brégence et Feldkirch tandis que les 4 500 soldats du général Franz Xaver von Auffenberg sont en position à Coire. Alors que les hostilités ne sont pas encore ouvertes, Jourdan informe Masséna qu'il franchira le Rhin le 1er mars et sera à proximité du lac de Constance aux alentours du 6. Ce même jour, Masséna ordonne à ses troupes de forcer le passage du Rhin à Luziensteig, à mi-chemin entre les positions respectives d'Hotze et d'Auffenberg. En dépit d'une forte résistance autrichienne et de la montée des eaux du fleuve, les Français se rendent maîtres du terrain dans la soirée. Des 5 000 hommes engagés par Masséna, 300 sont hors de combat. Les Autrichiens, forts de 4 200 hommes mais dispersés et dépourvus de réserve, déplorent pour leur part 400 tués ou blessés et 1 450 prisonniers ainsi que 12 canons et trois drapeaux capturés. Selon une autre source, les pertes autrichiennes sont de 1 100 prisonniers et cinq canons.
Le 7 mars, Masséna se dirige vers le sud et attaque Auffenberg à Chur. L'infanterie légère française ayant contourné son aile droite de manière à empêcher sa retraite par la vallée du Plessur, le général autrichien abandonne 3 000 prisonniers, 16 canons et ses stocks de ravitaillement aux mains de ses adversaires. Un autre historien évalue les pertes d'Auffenberg à 1 000 prisonniers et quatre canons sur un effectif total de 2 400 hommes. Les Français ne déplorent pour leur part que 100 tués ou blessés sur un effectif initial de 9 600 soldats. Dans le même temps, la brigade Oudinot franchit le Rhin sur un pont de chariots et fait route vers le nord en direction de Feldkirch. Alors qu'elle approche des environs de cette localité, elle est attaquée à l'extérieur de la ville par Hotze avec une force d'importance numérique égale. Le sort de la bataille est longuement indécis jusqu'à l'arrivée des renforts du général Jean Thomas Guillaume Lorge que Masséna a dépêché sur les lieux. Dans la soirée, une charge de cavalerie menée par Oudinot en personne refoule Hotze à l'intérieur de Feldkirch. Les Français s'emparent en tout de 1 000 prisonniers et de quatre canons. D'après Digby Smith, les 9 000 hommes d'Oudinot ont perdu 200 des leurs tandis que les Autrichiens, au nombre de 6 000, comptent 1 100 soldats hors de combat. Toutes les forces françaises ne sont pas aussi heureuses puisqu'une brigade sous les ordres du général Louis Henri Loison, en provenance du col du Saint-Gothard, est malmenée par un contingent austro-suisse près de Disentis.

### Feldkirch (23 mars)

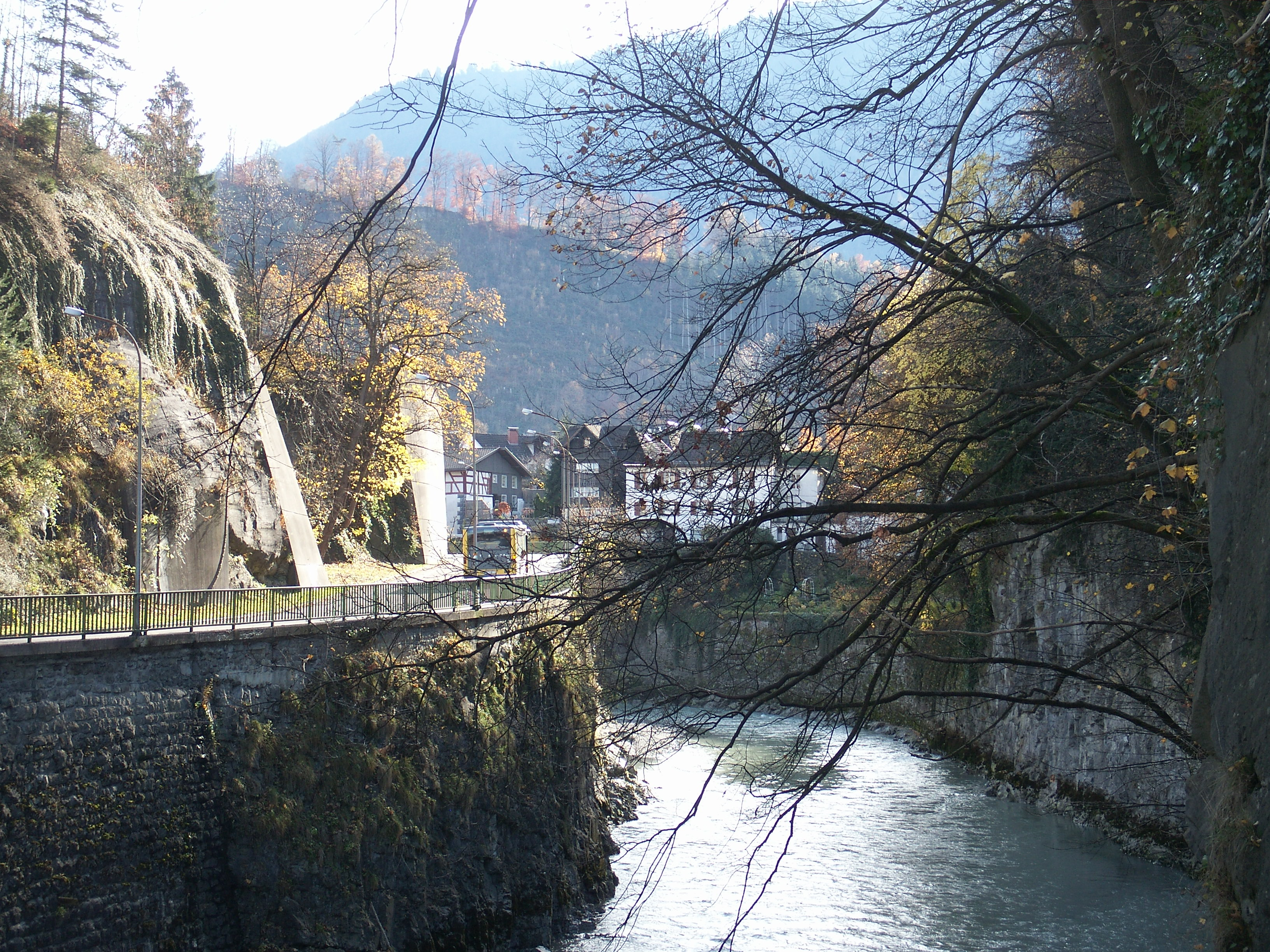
La rivière Ill, près de Feldkirch.

Simultanément à l'offensive de Masséna en Helvétie, la division Lecourbe, forte de 10 000 hommes, entame la victorieuse « campagne d'Engadine » qui permet à Lecourbe d'atteindre le cours supérieur de l'Inn le 12 mars. À cette époque, l'armée d'Helvétie aligne 34 992 soldats mais la campagne menée par Lecourbe a pour conséquence de séparer ce dernier du gros des forces françaises. Le 9 mars 1799, s'étant aperçu des conséquences fâcheuses induites par la multiplication d'armées indépendantes sur le théâtre des opérations, le Directoire décide de subordonner Masséna à Jourdan. Furieux, Masséna donne sa démission le 16 mars avant de se raviser devant l'intransigeance du gouvernement. Il est toutefois possible que cet épisode ait rendu Masséna excessivement agressif dans les jours suivants. Le 19, ses forces arrivent à hauteur de la division du général Pierre Marie Barthélemy Ferino, positionnée sur les rives du lac de Constance et qui forme l'aile droite du dispositif de Jourdan. Sur instruction de Jourdan, Masséna se met en route pour faire sa jonction avec Ferino à Brégence. Du côté autrichien, l'archiduc Charles écrit à Hotze le 20 mars pour lui ordonner de le rejoindre avec 10 000 hommes jusqu'alors affectés à la défense du Vorarlberg.

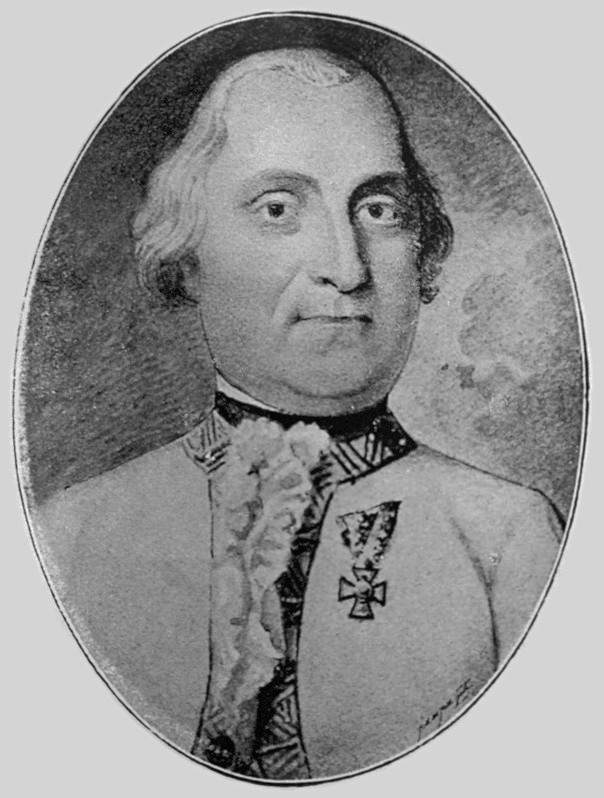
Le général Franjo Jelačić, commandant les forces autrichiennes à Feldkirch.

Le plan de Masséna consiste, au départ, à lancer Xaintrailles dans une diversion sur Brégence tout en attaquant Feldkirch avec son centre. Une reconnaissance des défenses autrichiennes par Masséna permet à celui-ci d'apprécier la solidité des retranchements adverses. Le général français, informé du départ d'Hotze, estime toutefois qu'il ne peut laisser passer sa chance. Si Oudinot lui a suggéré dès le 15 mars d'attaquer Feldkirch, ce n'est que quelques jours plus tard, le 22, que Masséna reçoit une missive de Jourdan lui ordonnant de s'emparer de cette ville. Masséna se résout à avancer l'assaut prévu de 24 h, soit le 23 mars 1799, le privant du même coup des potentielles retombées de la diversion sur Brégence. Les Français partent à l'assaut de Feldkirch en quatre colonnes, dont deux conduites respectivement par Oudinot et Masséna en personne.
Le défenseur de Feldkirch est le général autrichien Franjo Jelačić. Ce dernier est décrit par l'historien américain Theodore Ayrault Dodge comme étant « compétent dans les limites du raisonnable » et animé d'une « authentique ferveur guerrière ». Implantée sur la rivière Ill, la ville est protégée par une première ligne de fortifications érigée en travers de la route principale et par une seconde ligne de défense érigée un peu plus en retrait. Les flancs sont quant à eux couverts par plusieurs redoutes et abattis. Jelačić dispose en tout de 5 500 hommes répartis dans les 3e bataillons respectifs des régiments d'infanterie no 20 Kaunitz et no 37 De Vins et trois bataillons de grenzers, à savoir le 3e bataillon du régiment no 9 Peterwardeiner, le 2e bataillon du régiment no 6 St. George et le 1er bataillon du régiment no 7 Broder. À ces unités s'ajoutent deux escadrons de cavalerie et une milice auxiliaire.
Le 23 mars à l'aube, la colonne française située la plus à gauche du dispositif, après avoir franchi l'Ill en aval du hameau de Noffles, oblique à droite afin d'envelopper la position de Jelačić. Celui-ci parvient néanmoins à repousser l'attaque. La colonne du centre-gauche, chargée de prendre la colline du Blasenberg, est également tenue en échec. Une troisième colonne française, déployée à gauche de la route principale, tente d'occuper le bois de Saint-Michel mais subit un sort identique aux autres colonnes. Désireux d'en finir, Masséna ordonne à 12 bataillons d'infanterie d'attaquer le long de la route principale tandis qu'un petit contingent s'efforce de déborder les retranchements autrichiens par la droite. Bien qu'inférieur en nombre, Jelačić sait tirer le meilleur parti des maigres forces dont il dispose et parvient à contenir une fois de plus l'assaut de Masséna. Alors que les troupes françaises s'emparent initialement de 500 prisonniers et semblent sur le point de l'emporter, le feu intense des Autrichiens et les rochers que ces derniers font pleuvoir sur les assaillants les obligent à reculer. Une ultime contre-attaque des défenseurs chassent les Français du champ de bataille.